# Karl Rahl
Karl Rahl o Carl Rahl (13 de agosto de 1812 - 9 de julio de 1865), fue un pintor austriaco nacido en Viena.

## Vida

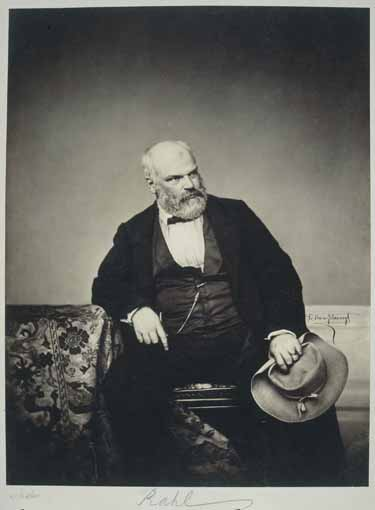
Carl Rahl en 1860

Karl Rahl nació en Viena el 13 de agosto de 1812. Era hijo del grabador Carl Heinrich Rahl (1779–1843). A edad temprana comenzó a asistir a la Academia de Bellas Artes de Viena y con tan solo 19 años ganó un premio. Después de eso viajó a Munich, Stuttgart, Hungría y en 1836 a Italia. Permaneció en Italia de 1836 a 1843 donde estudió principalmente a maestros de la Escuela veneciana y de la Escuela florentino-romana. Fue en esa época cuando pintó die Auffindung von Manfreds Leiche (1836). El estilo de Rahl, especialmente su visión del color y la perspectiva, se formaron principalmente durante su estancia en Roma. 
Volvió a Viena en 1843 donde permaneció un par de años para posteriormente comenzar una vida itinerante durante cinco años. Viajó a través de Holstein, París, Copenhague y Múnich haciendo trabajos de retratista para subsistir. En este periodo pintó Manfreds Einzug in Luceria (1846) y die Christenverfolgung in den Katakomben. 
En 1850 fue nombrado profesor de la Academia de Bellas Artes de Viena puesto que no tardó en abandonar por motivos políticos. Rahl abrió entonces una escuela privada de arte que creció rápidamente hasta convertirse en un estudio que producía pinturas de gran formato logrando con ello un éxito considerable. Entre sus notables pupilos destacan Eduard Bitterlich, August Eisenmenger, Joseph Matthäus Aigner, Károly Lotz, Christian Griepenkerl, Gustav Gaul y Mór Than.

## Trabajo
Rahl fue encargado por el diplomático, banquero y benefactor griego Simon Sinas para realizar la decoración de la fachada y el vestíbulo de la Iglesia Ortodoxa Griega de la Santísima Trinidad la cual estaba siendo reconstruida por el arquitecto neo-clásico Theophil Hansen. Además, Sinas le encargó también cuatro pinturas sobre los héroes de la Guerra de independencia de Grecia y otras cuatro pinturas más para decorar su residencia.
En 1861 decoró el Heinrichshof con personificaciones del Arte, la Amistad y la Cultura y el Palacio Tudesco de Viena con representaciones mitológicas de Paris. En 1864 pintó figuras alegóricas en la escalera del Waffenmuseum (en la actualidad parte del Museo de Historia del Arte de Viena). Durante esta época pintó también varios frescos como el de Mädchen aus der Fremde en una villa de Gmunden, una composición para un salón de baile en un palacio de Oldenburg y un ciclo perteneciente al relato de los Argonautas
Con sus pinturas también se han decorado el tímpano del edificio de la  Academia de Atenas moderna diseñado por von Hnasen en 1859 y ejecutado por Ernst Ziller y  el pórtico del edificio central de la Universidad de Atenas diseñado por el arquitecto Hans Christian Hansen cuyo fresco central muestra al rey bávaro Otón I rendirse a las Musas y el que se encuentra a la izquierda nos describe a Prometeo bajando el fuego del Olimpo.
En sus últimos años pintó telones escénicos para la nueva ópera, trabajo que concluyeron sus discípulos a la muerte del maestro el 9 de julio de 1865. Su cuerpo reposa en el Cementerio central de Viena(Zentralfriedhof)

## Selección de obras

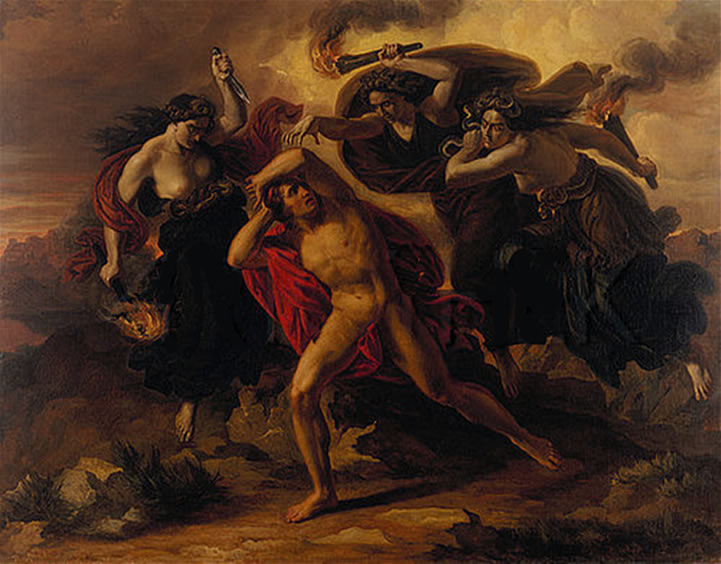
Orestes perseguido por las Furias (1852)
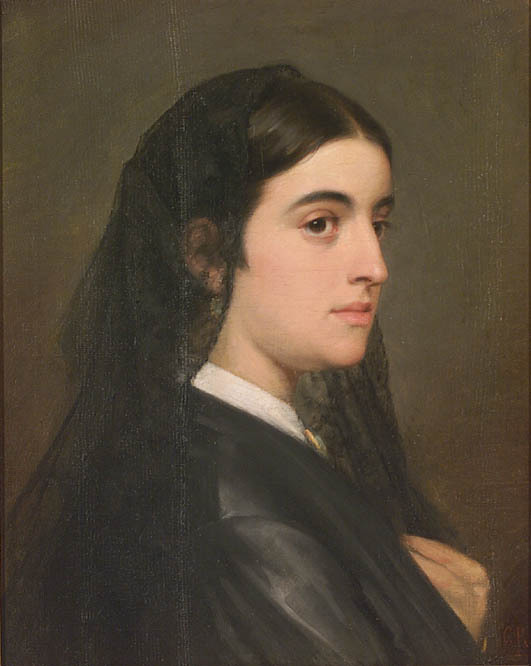
Joven viuda (1849)
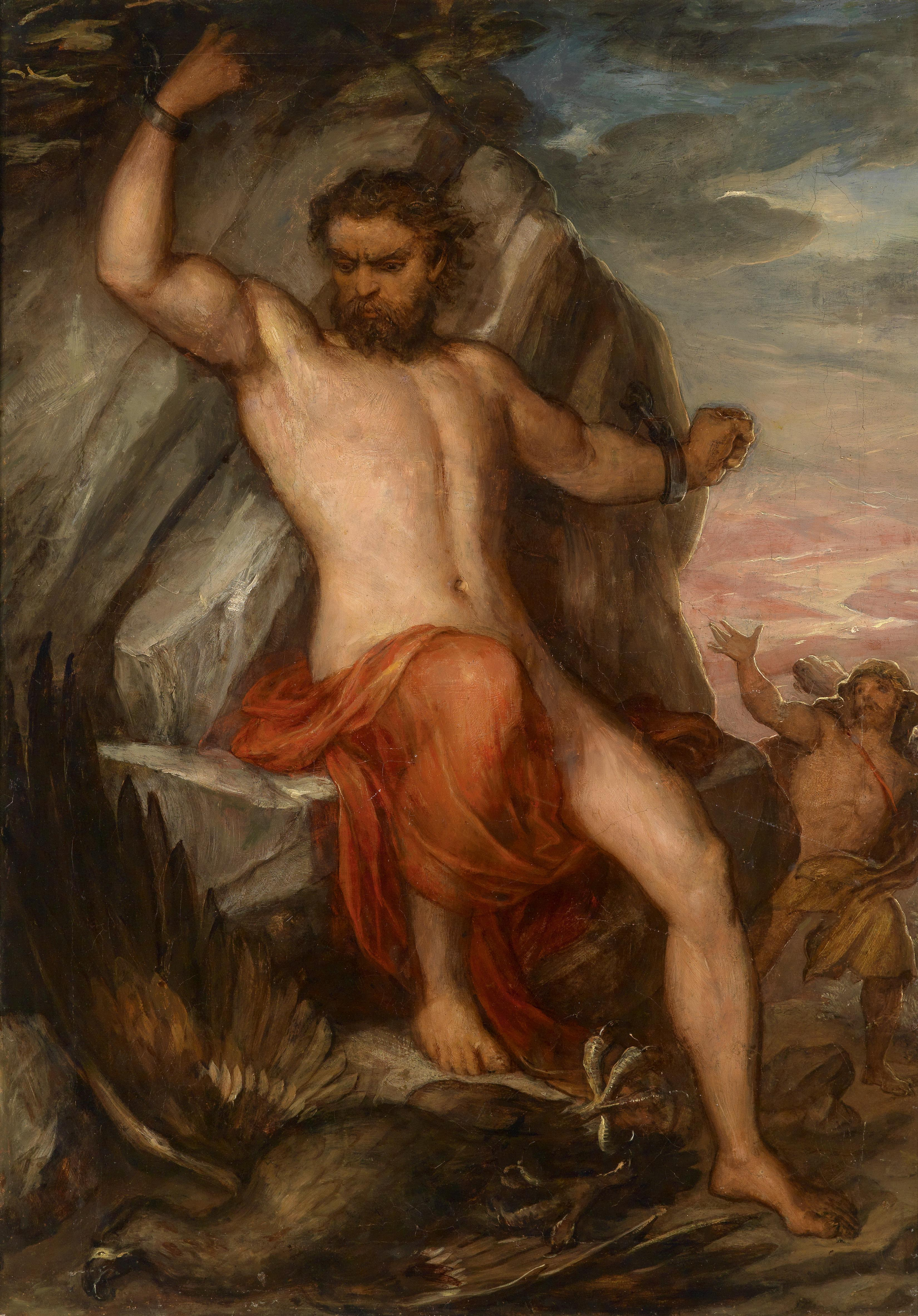
Prometeo (1865)
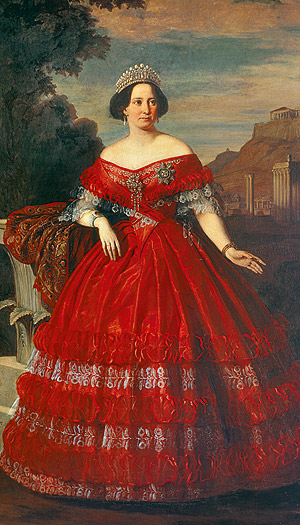
Reina Amalia de Grecia